# Prelatura territorial de Loreto
La Prelatura territorial de Loreto —prelatura territoriale di Loreto (italià); Praelatura Territorialis ab Alma Domo Lauretana (llatí)— és una seu de l'Església catòlica, sufragània de l'Arquebisbat d'Ancona-Osimo que pertany a la regió eclesiàstica Marques. El 2004 tenia censats 11.150 batejats d'un total d'11.694 habitants. Actualment està regida per l'arquebisbe (a títol personal) Giovanni Tonucci.

## Diòcesi
[[Fitxer:|miniatura|esquerra|]]
La prelatura comprèn la ciutat de Loreto (Ancona), on es troba la seu arquebisbal a la basílica de la Santa Casa.
El seu territori està dividit en 5 parròquies, totes elles dins del municipi de Loreto, i limita amb l'arquebisbat d'Ancona-Osimo i el bisbat de Macerata-Tolentino-Recanati-Cingoli-Treia:
- Santa Casa: A la Piazza della Madonna. Antigament era l'única parròquia de Loreto (Ancona), però avui ha esdevingut la més petita. Confiada a les religioses de la Fraternitat Franciscana de Betània.
- Sacro Cuore di Gesù. Erigida el 1928, i confiada a la cura pastoral dels Germans Menors de Sant Benet.
- San Flaviano. Erigida el 1928 de la fracció de Villa Musone. Confiada a la cura pastoral dels Sacerdots del Sagrat Cor de Jesús (dehonians)
- Beata Maria Vergine Adolescente. Erigida el 1947. Confiada a la cura pastoral dels Montfortians.
- Sacra Famiglia - San Camillo. Erigida el 1981 i Confiada a la cura pastoral dels Fills de la Sagrada Família.

Fins al 1586 Loreto formava part del territori de la diòcesi de Recanati. El lloc va augmentar en importància, quan, segons la tradició, la nit entre el 9 i el 10 de desembre de 1294, durant l'episcopat de Salvo, va tenir lloc la translació de la Santa Casa de Natzaret a Loreto (Ancona).
El 17 de març de 1586, el Papa Sixt V, mitjançant la butlla Pro excellenti elevà Loreto al grau de ciutat i diòcesi, retirant-la de la diòcesi de Racanati. El 9 de febrer de 1592 la diòcesi de Recanati va ser restablerta pel Papa Climent VIII i unida aeque principaliter a la de Loreto.
El 15 de setembre de 1934 el Papa Pius XI, d'acord amb el concordat de 1929, mitjançant la butlla Lauretanæ Basilicæ suprimí la catedral episcopal de Loreto, incorporant el seu territori a la de Recanati, a excepció del santuari que va ser posat sota l'autoritat directa de la Santa Seu.
L'11 d'octubre de 1935 s'estengué la jurisdicció de l'Administrador Pontifici al territori de la ciutat de Loreto. Van haver dos administradors pontificis: Francesco Borgongini Duca i Primo Principi, ambdós establerts a Roma, representats a Loreto per dos vicaris, Gaetano Malchiodi (1935-1960) i Angelo Prinetto, (1961-1965).
Finalment, el 24 de juny de 1965, el Papa Pau VI, mitjançant la butlla Lauretanae Almae Domus, suprimí l'Administració Pontifícia i creà la Delegació Pontifícia pel Santuari de Loreto i la Prelatura de la Santa Casa, instituint al mateix temps la catedral episcopal a la basílica.
L'11 de març de 2000 la prelatura, fins llavors immediatament subjecta a la Santa Seu, passà a formar part de la província eclesiàstica de l'arquebisbat d'Ancona-Osimo.

## Episcopologi
- Francesco Cantucci † (23 de març de 1586 - 26 de novembre de 1586 mort)
- Rutilio Benzoni † (16 de desembre de 1586 - 9 de febrer de 1592 nomenat bisbe de Recanati i Loreto)
  - Seu unida a Recanati (1592-1935)
- Francesco Borgongini Duca † (25 de març de 1934 - 12 de gener de 1953 creat cardenal)
  - Gaetano Malchiodi † (25 de gener de 1935 - 26 de gener de 1960 retirat) (vicari)
- Primo Principi † (8 de maig de 1956 - 24 de juny de 1965 retirat)
  - Angelo Prinetto † (18 d'octubre de 1961 - 25 d'abril de 1965 retirat) (vicari)
- Aurelio Sabattani † (24 de juny de 1965 - 30 de setembre de 1971 nomenat secretari del Suprem tribunal de la signatura apostòlica)
- Loris Francesco Capovilla (25 de setembre de 1971 - 10 de desembre de 1988 jubilat)
- Pasquale Macchi † (10 de desembre de 1988 - 7 d'octubre de 1996 jubilat)
- Angelo Comastri (9 de novembre de 1996 - 5 de febrer de 2005 nomenat president de la Fàbrica de Sant Pere)
- Giovanni Danzi † (22 de febrer de 2005 - 2 d'octubre de 2007 mort)
- Giovanni Tonucci, des del 18 d'octubre de 2007

## Demografia
A finals del 2004, la prelatura tenia 11.150 batejats sobre una població d'11.694 persones, equivalent al 95,3% del total.
| any  | població | població | població | sacerdots | sacerdots       | sacerdots       | sacerdots             | Diaques | religiosos | religiosos | Parròquies |
| ---- | -------- | -------- | -------- | --------- | --------------- | --------------- | --------------------- | ------- | ---------- | ---------- | ---------- |
| any  | batejats | total    | %        | total     | clergat secular | clergat regular | batejats por sacerdot | Diaques | homes      | dones      |            |
| 1966 | 10.428   | 10.428   | 100,0    | 72        | 3               | 69              | 144                   |         | 122        | 269        | 4          |
| 1970 | 10.944   | 10.944   | 100,0    | 60        | 4               | 56              | 182                   |         | 105        | 185        | 4          |
| 1980 | 10.850   | 10.850   | 100,0    | 54        | 5               | 49              | 200                   |         | 75         | 223        | 4          |
| 1990 | 10.618   | 10.618   | 100,0    | 44        | 1               | 43              | 241                   |         | 50         | 233        | 5          |
| 1999 | 11.200   | 11.276   | 99,3     | 42        | 2               | 40              | 266                   |         | 47         | 240        | 5          |
| 2000 | 11.200   | 11.294   | 99,2     | 42        | 2               | 40              | 266                   |         | 46         | 228        | 5          |
| 2001 | 11.200   | 11.372   | 98,5     | 42        | 2               | 40              | 266                   |         | 47         | 226        | 5          |
| 2002 | 11.000   | 11.450   | 96,1     | 45        | 2               | 43              | 244                   |         | 48         | 219        | 5          |
| 2003 | 11.100   | 11.537   | 96,2     | 50        | 2               | 48              | 222                   |         | 53         | 215        | 5          |
| 2004 | 11.150   | 11.694   | 95,3     | 49        | 2               | 47              | 227                   |         | 52         | 214        | 5          |

## Galeria fotogràfica

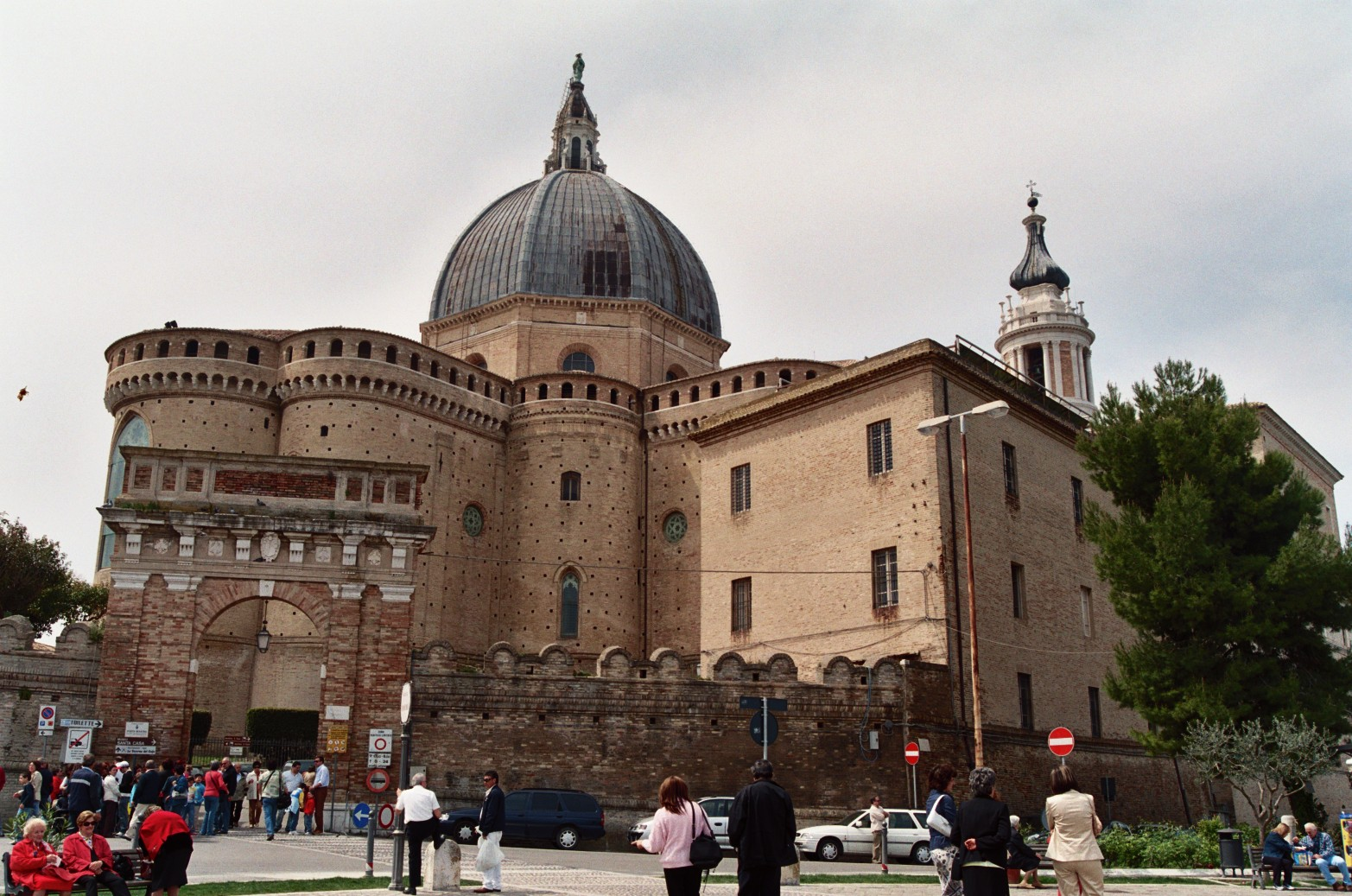
La basilica de la Santa Casa
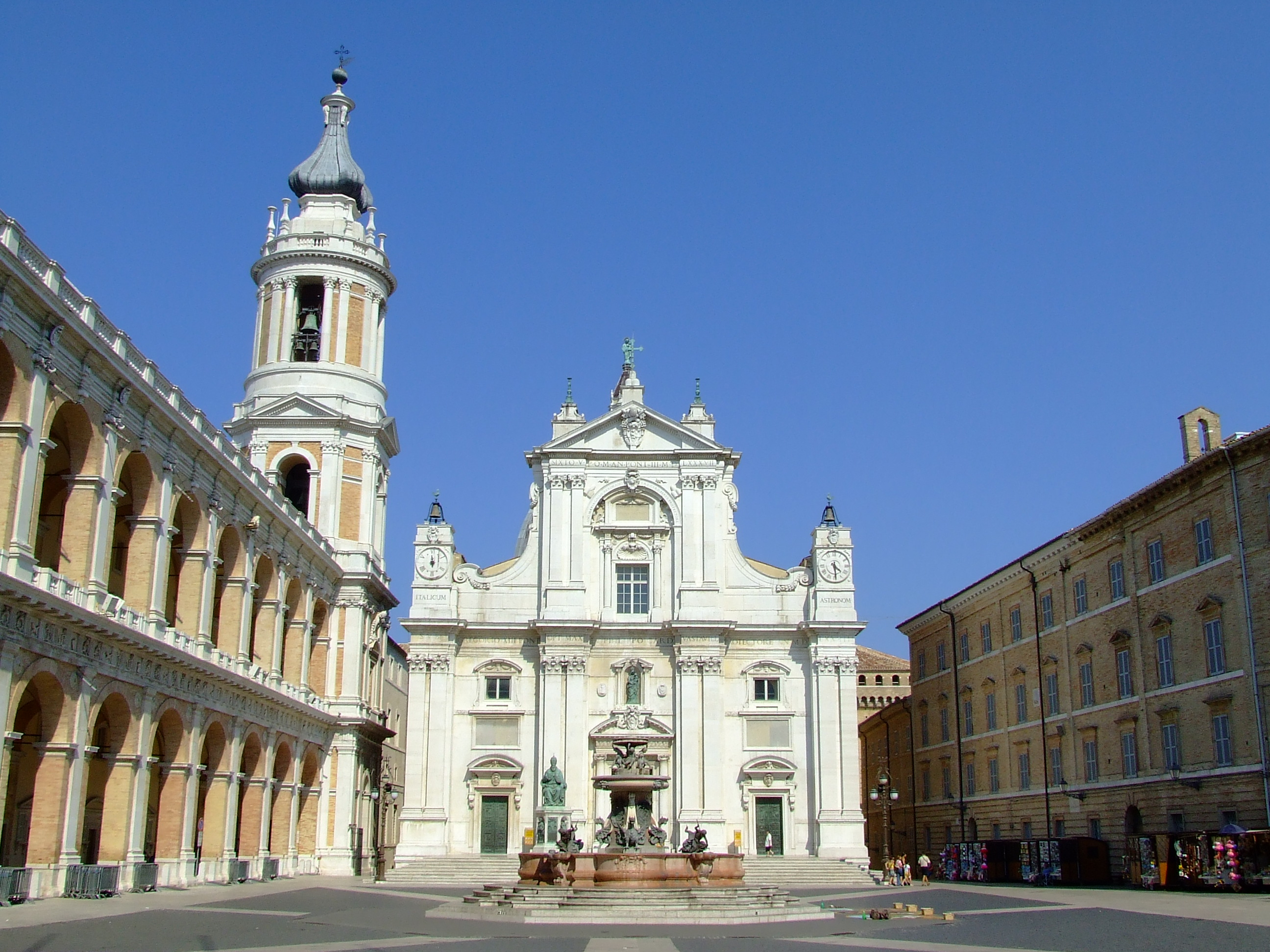
Piazza della Madonna i façana de la basílica de la Santa Casa
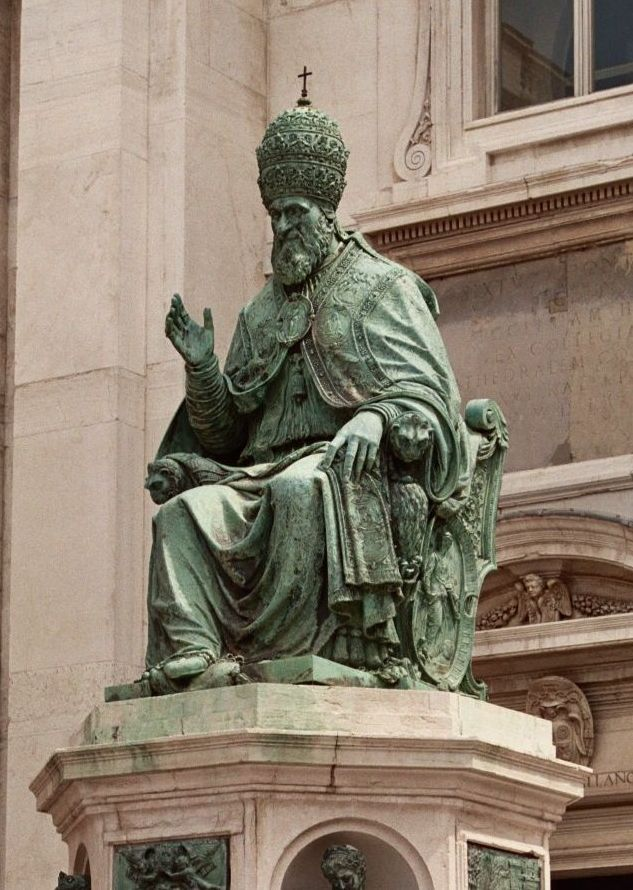
Estàtua de Sixt V a l'entrada de la basílica
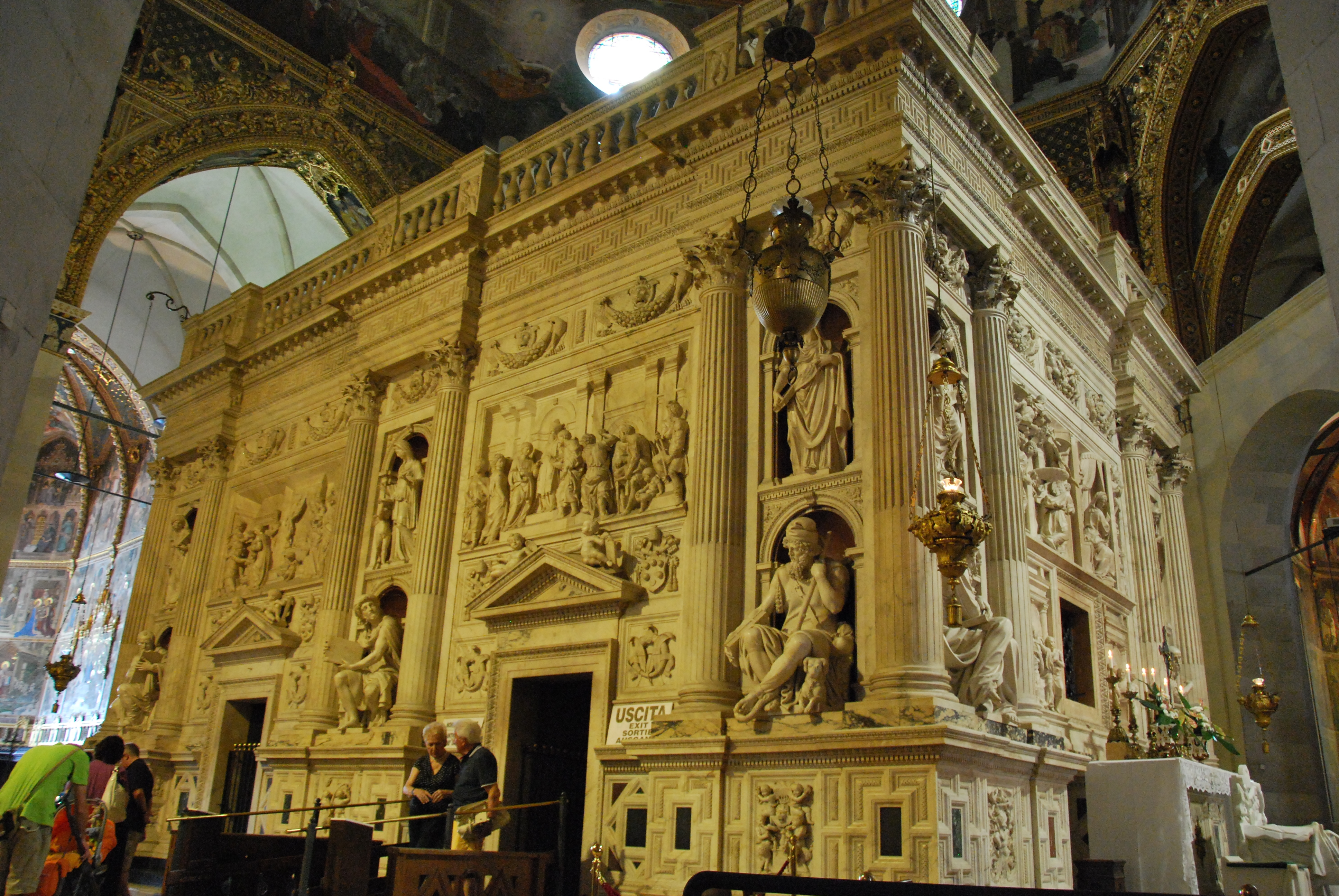
La Santa Casa